# Ní Gudix
Ní Gudix (eigentlich Gudrun Rupp; * 21. September 1975 in Ravensburg) ist eine deutsche freie Literaturübersetzerin, Autorin, Literaturkritikerin und seit 2013 auch Verlegerin.

## Leben
Gudrun Rupp wuchs in ihrem Geburtsort Ravensburg in Oberschwaben auf. Bereits als Schülerin begann sie zu schreiben und interessierte sich für das Theater. Seit 1994 bis heute (2014) schreibt sie regelmäßig für verschiedene Alternativzeitungen und -zeitschriften. Nach ihrer Schulausbildung studierte sie an der Universität Konstanz deutsche und englischsprachige Literatur, letzteres zunehmend mit den Schwerpunkten Irland und Schottland. 1999 erhielt sie ein Stipendium für ein Auslandssemester am Trinity College in der irischen Hauptstadt Dublin. Sie befasste sich dort u. a. mit den Arbeiten des am Trinity College tätigen irischen Lyrikers Gerald Dawe (* 1952), dessen Gedichte sie später ins Deutsche übertrug. Zudem beschäftigte sie sich während ihres Studiums insbesondere mit dem literarischen Werk von Samuel Beckett, Seán O’Casey, James Joyce, William Shakespeare und Oscar Wilde. 2002 schloss sie ihr Studium mit einer Arbeit über Shakespeares König Lear mit dem Master of Arts (M.A.) ab.
2004 ging Rupp nach Berlin. Sie arbeitet unter dem Pseudonym Ní Gudix vor allem als freie Literaturübersetzerin und betätigt sich zudem als freie Schriftstellerin, Theaterautorin und Rezitatorin. Als Ní Gudix veröffentlichte sie zahlreiche Texte, Essays und Übersetzungen in verschiedenen Anthologien und Literaturzeitschriften. Außerdem schreibt sie Literaturkritiken. Seit 2005 ist sie Mitglied im Verband deutscher Übersetzer (VdÜ).
2006 erhielt sie ein Aufenthaltsstipendium als Writer in Residence in der Villa Decius in Krakau in Polen. 2007 wurde ihre Übersetzung von Gerald Dawes Gedichten von der irischen Stiftung Ireland Literature Exchange mit einem Translation Grant ausgezeichnet und gefördert.
Seit 2013 ist Gudix zudem als Verlegerin und Chefredakteurin der neu gegründeten Berliner Literaturzeitschrift LaborBefund – Literatur aus der Wirklichkeit. Berlin, Hamburg, Köln tätig. Die von Andreas Balck herausgegebene Zeitschrift erschien bis 2015 monatlich in einer kleinen Printauflage.
Ní Gudix (aka Gudrun Rupp) lebte 11 Jahre lang in Berlin-Neukölln. Heute lebt sie in Mecklenburg-Vorpommern.

## Auszeichnungen und Ehrungen
- 2006: Writer in Residence in der Villa Decius in Krakau in Polen
- 2007: Translation Grant der irischen Stiftung Ireland Literature Exchange

## Literarische Übersetzungen (Auswahl)
- M. Gilliland: Die Freien. Für eine wirklich freie Welt. Ein utopisch-anarchischer Roman (= Killroy-Roman, Band 3). Killroy Media, Asperg 2004, ISBN 3-931140-42-3 (Übertragung aus dem (nord-)irischen Englisch, mit Anmerkungen von Ní Gudix).
- Gerald Dawe: The visible world. Die sichtbare Welt. Ausgewählte Gedichte 1973–2003. Morgana Verlag, Leipzig 2007, ISBN 978-3-939463-03-0 (Text deutsch und englisch; Übertragung aus dem Englischen).
- Metta Victor: Tagebuch von nem schlimmen Schlingel (= Killroy 10 + 1 Stories, Band 12). Killroy Media, Asperg 2011, ISBN 978-3-931140-18-2 (Übertragung aus dem Amerikanischen, mit Illustrationen von Gudix).
- Sarwar Al-Suliman (Hrsg.): Hamfouch’s Encounter with Fortune. A fairytale. Books on Demand, Norderstedt 2012, ISBN 978-3-8482-0416-8 (Übertragung ins Englische).
- Metta Victor: Der schlimme Schlingel auf großer Fahrt. The Bad Boy Abroad. Books on Demand, Norderstedt 2012, ISBN 978-3-8482-2733-4 (Übertragung aus dem Amerikanischen, mit Anmerkungen und Illustrationen von Gudix).
- Eugen Herman-Friede: Celebratory trip to East Berlin. E-Book. Warenje E-Books 2013 (Übertragung ins Englische, zudem mit einem historischen Nachwort von Gudix).
- Metta Victor: Der schlimme Schlingel kehrt zurück und macht seine ersten Erfahrungen als Redakteur. The Bad Boy at Home, and his Experiences in Trying to Become an Editor. Books on Demand, Norderstedt 2013, ISBN 978-3-7322-4287-0 (Übertragung aus dem Amerikanischen, mit Anmerkungen und Illustrationen von Gudix).
- Metta Victor: Eine schöne Weihnachtsbescherung. Sonderheft der Literaturzeitschrift LaborBefund, Berlin 2013, ISSN 2196-3355 (Text als deutsch-englische Synopse; Übertragung aus dem Amerikanischen, mit einem Vorwort von Gudix).